# FK Czelabińsk
FK Czelabińsk (ros. Футбольный клуб «Челябинск», Futbolnyj Kłub "Czelabinsk") – rosyjski klub piłkarski z siedzibą w Czelabińsku.

## Historia
Chronologia nazw:
- 1977—1989: Strieła Czelabińsk (ros. «Стрела» Челябинск)
- 1990—2008: Zienit Czelabińsk (ros. «Зенит» Челябинск)
- 2009—...: FK Czelabińsk (ros. ФК «Челябинск»)

Piłkarska drużyna Strieła została założona w 1977 w mieście Czelabińsk. Drużyna reprezentowała Automato-Mechaniczny Zakład (AMZ).
W latach 1977–1988 drużyna występowała w mistrzostwach obwodu czelabińskiego. W 1980 została mistrzem obwodu, a w 1986 i 1987 zdobyła Puchar obwodu.
W 1988 zespół uczestniczył w rozgrywkach amatorskich Rosyjskiej FSRR i zdobył awans do Mistrzostw ZSRR.
W 1989 zespół debiutował w Drugiej Lidze, grupie 2, w której zajął 19. miejsce.
W 1990 i 1991 występował pod nazwą Zienit Czelabińsk w Drugiej Niższej Lidze.
W Mistrzostwach Rosji klub startował w Pierwszej Lidze, w której występował dwa sezony.
Następnie występował w rozgrywkach amatorskich.
W 1996 zdobył awans do Trzeciej Ligi, a w następnym roku do Drugiej Dywizji, grupy Uralskiej, w której występuje do dziś.
W 2009 finansowanie klubu przejęła władza miejska dlatego zmienił nazwę na FK Czelabińsk.

## Sukcesy
- 19. miejsce w Drugiej Lidze ZSRR: 1989
- 12. miejsce w Rosyjskiej Pierwszej Lidze, grupie Centralnej: 1992
- 1/64 finału w Pucharze Rosji: 1999